# جارد امرسون جانسون
جارد امرسون جانسون (به انگلیسی: Jared Emerson-Johnson) متولد (۱۳ اکتبر ۱۹۸۱)؛ موسیقی دان موسیقی بازی‌های رایانه‌ای و آهنگساز آمریکایی است. او به عنوان سرپرست موسیقی و آهنگساز اصلی در Bay Area Sound که یک شرکت تولید کننده صدا است و در زمینه طراحی صدا ، موسیقی و صداگذاری برای بازی های ویدئویی تخصص دارد نیز فعالیت دارد.
همچنین از ساز های او میتوان به ووکالس،کیبورد،ویولن،گیتار و ماندولین اشاره کرد.علاوه بر این او به کار های دیگری مانند صداپیشگی،کارگردانی صدا و طراحی صدا مشغول می باشد.
او با ساخت موسیقی بازی رایانه ای مردگان متحرک به شهرت رسید.
جارد امرسون جانسون کار خود را به عنوان دستیار آهنگساز کلینت باجاکیان در موسیقی برای ایندیانا جونز و مقبره امپراتور LucasArts آغاز کرد. او همچنین به عنوان طراح صدا برای پروژه هایی از جمله جیمز باند 007: همه چیز یا هیچ چیز ، ارباب حلقه ها: بازگشت پادشاه ، روانگردانان و Firewatch کار کرده است. امرسون جانسون شاید بیشتر به عنوان آهنگساز چندین بازی ویدیویی تولید شده توسط Telltale Games ، مانند Bone ، Sam & Max ، Stool Bad's Cool Game for Attractive People ، Wallace & Gromit's Grand Adventures ، شب پوکر در موجودی ، بازگشت به آینده: بازی ، پارک ژوراسیک: بازی ، مردگان متحرک ، گرگ در بین ما ، بازی تاج و تخت ، سری Batman: The Telltale و Guardians of the Galaxy: The Telltale شناخته می شود.

## کارها
۲۰۰۴
- داستان بارد

۲۰۰۵
- ارتش آمریکا: ظهور یک سرباز

۲۰۰۶
- استخوان: مسابقه بزرگ گاو

۲۰۰۶-۲۰۰۷
- سام و مکس دنیا را نجات می‌دهند

۲۰۰۷
- سندرم بیگانه

۲۰۰۸-۲۰۰۷
- سام و مکس فراتر از زمان و فضا

۲۰۱۰
- شب پوکر در انبار

۲۰۱۰-۲۰۱۱
- بازگشت به آینده

۲۰۱۱
- پارک ژوراسیک

۲۰۱۲
- مردگان متحرک

۲۰۱۳
- شب پوکر ۲

۲۰۱۳
- مردگان متحرک: فصل دوم

### کارهای دیگر
- آقای لوکس در خدمت شما (2008)
- ارائه از یویتوب: پرندگان و بیز(2008)

## جوایز
- نامزد بهترین موسیقی متن برای مردگان متحرک